# 弗雷讷拉舍韦克
弗雷讷拉舍韦克（法語：Fresne-l'Archevêque，法語發音：[fʁɛn laʁʃəvɛk]）是法国厄尔省的一个旧市镇，位于该省东北部，属于莱桑德利区。该旧市镇总面积10.58平方公里，2009年时的人口为503人。

## 人口
弗雷讷拉舍韦克人口变化图示